# Sjelle
Sjelle er en by i Østjylland med 332 indbyggere  (2024), beliggende 5 km nordøst for Galten, 18 km vest for Aarhus og 23 km nord for Skanderborg. Byen hører til Skanderborg Kommune og ligger i Region Midtjylland.
Sjelle hører til Sjelle Sogn, og Sjelle Kirke ligger i byen.

## Wedelslund
2 km sydvest for Sjelle ligger herregården Wedelslund, der oprindeligt hed Sjelle Skovgård. Siden 2012 er der på Wedelslund afholdt veteranbil-træf Grundlovsdag.

## Faciliteter
Sjelle Forsamlingshus har en krostue med bar til 25 personer og en festsal med scene til 100 personer.
Ved Wedelslunds hestehave 1½ km vest for byen ligger friskolen Den fri Hestehaveskole med ca. 200 elever, børnehaven Følfod med 50 børn, Natur-SFO'en og 46 ansatte.

## Historie
I kirkens våbenhus findes Sjelle-stenen, en runesten fra 970-1020.
Sjelle havde en af Frederik 4.'s rytterskoler, der blev opført i 1720'erne.
I 1904 beskrives Sjelle således: "Sjelle (1326: Selegh, 1340: Siælugh) med Kirke, Skole, Købmandshdl., Andelsmejeri, Kro og Telefonst." Det høje målebordsblad fra 1800-tallet viser desuden et fattighus.

### Hammelbanen
Aarhus-Hammel-Thorsø Jernbane (1902-56) slog et stort sving nord om Skovby, og Skovby Station blev anlagt på bar mark 1 km nordøst for landsbyen. Det var for også at betjene Sjelle og dens nabolandsbyer Herskind og Skjørring nord for Lyngbygård Å. Stationsvej blev anlagt mellem Sjelle og Præstbrovej, der forbandt Herskind med Skovby Station. 1. juni 1924 oprettede banen et trinbræt ved navn Skovby-Sjelle Vejen, senere kaldt Sjellevejen. Det lå ved Wedelslundvej 1½ km sydøst for herregården og 2½ km syd for Sjelle. Banetracéet er bevaret som grusvej mellem Wedelslundvej og Skovby Nord.